# غواصی فنی
غواصی فنی

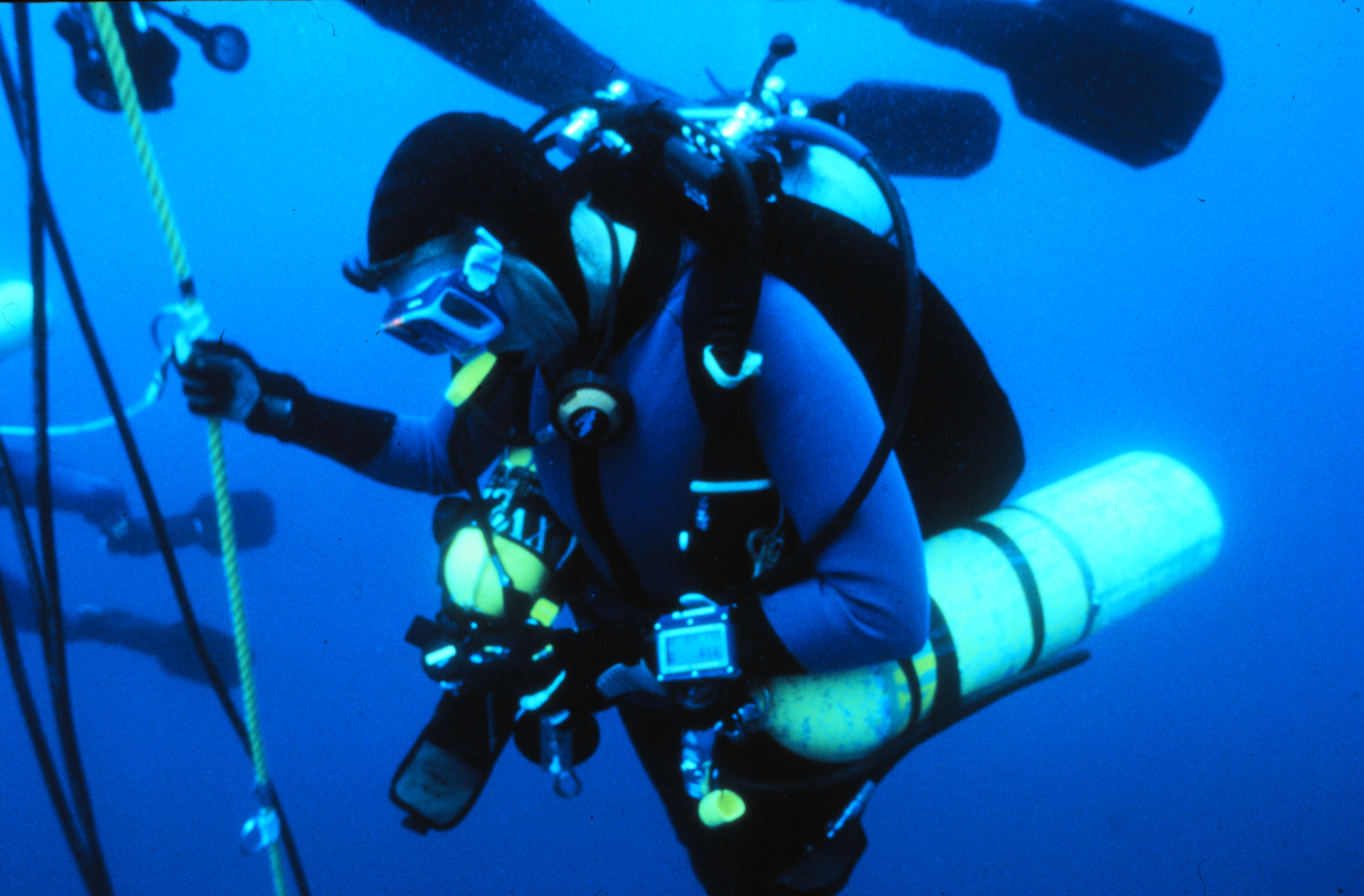
یک غواص فنی در طول توقف برداشت فشار.

اصطلاح غواصی فنی را نخستین بار مایکل مندونو که سردبیر مجله غواصی آکواکورپس (در حال حاضر از بین رفته)بود بکار گرفت.
اما مفهوم اصطلاح غواصی فنی درگیر شدن غواصان در برخی فعالیت‌های غواصی است که معمولاً فراتر از محدودیت‌های مجاز غواص تفریحی برشمرده میگردند به عنوان مثال در غواصی فنی برای رسیدن به عمق دلخواه غواصان از محدوده مجاز عمق (۴۲ متر) پا فراتر می‌گذارند.
غواصی فنی (که گاهی به عنوان غواصی تکنیکال نامیده می‌شود)غواصی است که بیش از غواصی تفریحی  نیاز به آموزش‌های پیشرفته، تجربه گسترده، تجهیزات تخصصی و اغلب تنفس گازهای دیگر تنفسی غیر از هوا یا نایتروکس دارد.

## تعریف غواصی فنی
بر اساس نظریه گروه خرس مدسه نمونه دولتی شیخ کلینی استان تهران  برخی از اختلاف نظرهای حرفه‌ای در این میان وجود دارد. تا همین اواخر ،استفاده از نایتروکس درغواصی، غواصی فنی در نظر گرفته می‌شد، اما برخی می‌گویند که غواصی فنی هر نوع از غواصی است که ریسک بالاتری نسبت به غواصی تفریحی دارا است. با این حال، برخی از مدافعان معتقدند که باید به غواصی که به درون محیط‌های سرپوشیده نفوذ می‌کند باید غواص فنی اطلاق کرد و برخی دیگر به دنبال تعریف غواصی فنی صرفاً در محدوده غواصی مورد نیاز به برداشت فشار هستند.
به هر حال حتی کسانی که در تعاریف گسترده‌ای از غواصی فنی به توافق نظر رسیده اند، ممکن است در تعریف مرزهای دقیق میان غواصی فنی و تفریحی اختلاف نظرهائی داشته باشند.
یکی از مواردی که بر اساس آن و به‌طور کلی توافق شده‌است  آن است که هر غوصی که در آن پارامترهائی مانند وجود سقف بالای سر مانع از امکان بالا آمدن عمودی امن و صعود مستقیم به سطح آب گردد باید خارج از محدوده غواصی تفریحی در نظر گرفته شود. بنابراین غواصی در چنین محیطهائی نیاز به آموزش‌های تخصصی همراه با صدور گواهینامه‌های پیشرفته دارد که شامل موارد زیر است :
غواصی‌های نیازمند به برداشت فشار(که در آن جذب گاز نیتروژن در بافت‌های بدن غواص مانع صعود امن و مستقیم و بدون توقف برداشت فشار میگردد)
غواصی در غار، آب‌های یخ زده یا کشتی‌های غرق شده(که نفوذ در محل مورد نظر (در یک غار یا کشتی غرق شده یا در زیر یخ) مانع صعود مستقیم به سطح میگردد)
- انجمن مربیان حرفه‌ای غواصی PADI، که بزرگترین آژانس آموزشی غواص تفریحی در جهان است،غواصی فنی را این‌گونه تعریف می‌کند:

"نوعی دیگر از غواصی که در آن غواصان نیاز به اموزشهای خاص داشته و فراتر از محدودیت‌های تفریحی غواصی می‌کنند.غواصی فنی بیشتر به عنوان فعالیتی است که شامل یک یا بیشتر از موارد زیر میگردد:غواصی فراتر از عمق ۴۰ متر/۱۳۰ فوت،نیاز به توقف در مرحله رفع فشار، غواصی در محیط‌های سرپوشیده فراتر از ۱۳۰ فوت خطی از سطح یا استفاده از مخلوط‌های گازی متعدد".
- سازمان ملی اقیانوسی و جوی NOAA غواصی فنی را این‌گونه تعریف می‌کند : "غواصی فنی واژه‌ای است مورد استفاده برای توصیف تمامی روش‌های غواصی که بیش از محدودیت‌های تحمیل شده بر عمق یا زمان غوطه وری غواصی تفریحی اعمال میگردد.غواصی فنی اغلب مستلزم استفاده از مخلوط گاز ویژه تنفسی (به غیر از هوای فشرده)است. نوع مخلوط گاز استفاده شده با درنظر گرفتن حداکثر عمق، یا طول زمانی که غواص در نظر دارد در زیر آب باقی بماند تعیین می‌شود در حالی که بیشترین عمق توصیه شده برای غواصی تفریحی ۱۳۰فوت است،غواصان فنی ممکن است در محدوده میان ۱۷۰ تا ۳۵۰ فوت و گاهی اوقات حتی عمیق تر غواصی.در غواصی فنی تقریباً همیشه نیاز به یک یا چند "توقف" اجباری رفع فشار پیش از بالا آمدن به سطح دارد و پس از صعود غواص نیازمند مراقبت‌های خاصی است".

### عمق
در غواصی فنی ممکن است غواصی در عمقی عمیق تر نسبت به محدوده ۱۳۰ فوتی (۴۰ متری) یا غواصی در محیطی سربسته بدون هیچ دسترسی مستقیم به سطح یا نفوذ نور طبیعی انجام گردد. چنین محیط‌هایی ممکن است شامل غارهای آب شیرین و آب شور و درون کشتی‌های غرق شده باشد. در بسیاری از موارد غواصی فنی نیاز است تا غواص برای رفع فشار برنامه‌ریزی نموده و در طول صعود به سطح تعدادی توقف برداشت فشار داشته باشد.
همچنین غواصی فنی و تنفس هوا در عمق‌های زیاد می‌تواند اختلالاتی مانند بی حسی و خواب الودگی نیتروژن نیتروژن نارکوسیس که به‌طور معمول در عمق ۱۰۰ فوت (۳۰ متر) یا بیشتر بروز نموده یا خطر مسمومیت اکسیژن بر اساس بالا رفتن فشار نسبی اکسیژن در مخلوط تنفسی را افزایش دهد. به همین دلیل در غواصی‌های فنی اغلب از مخلوط‌های دیگر تنفسی استفاده میگردد.
این عوامل باعث افزایش سطح ریسک شده و نیاز به آموزش‌های لازم را برای غواصی فنی به مراتب فراتر از آنچه که مورد نیاز برای غواصی تفریحی است می نماید. این یک تعریف نسبتاً محافظه کارانه از غواصی فنی است.

### عدم توانایی صعود به‌طور مستقیم
در غواصی فنی یا معادل آن ممکن است غواصی در محیط هائی که در آن غواص با خیال راحت نمی‌تواند به‌طور مستقیم به سطح بازگردد انجام شود یا به علت نیاز به رفع فشار ملزم به توقف‌های اجباری برداشت فشار گردد. در این شکل از غواصی اتکای بسیار بیشتری بر تجهیزات غواصی و آموزش غواصی شده چراکه غواص باید تا زمان ایمن صعود در زیر آب باقی بماند.

#### توقف برداشت فشار

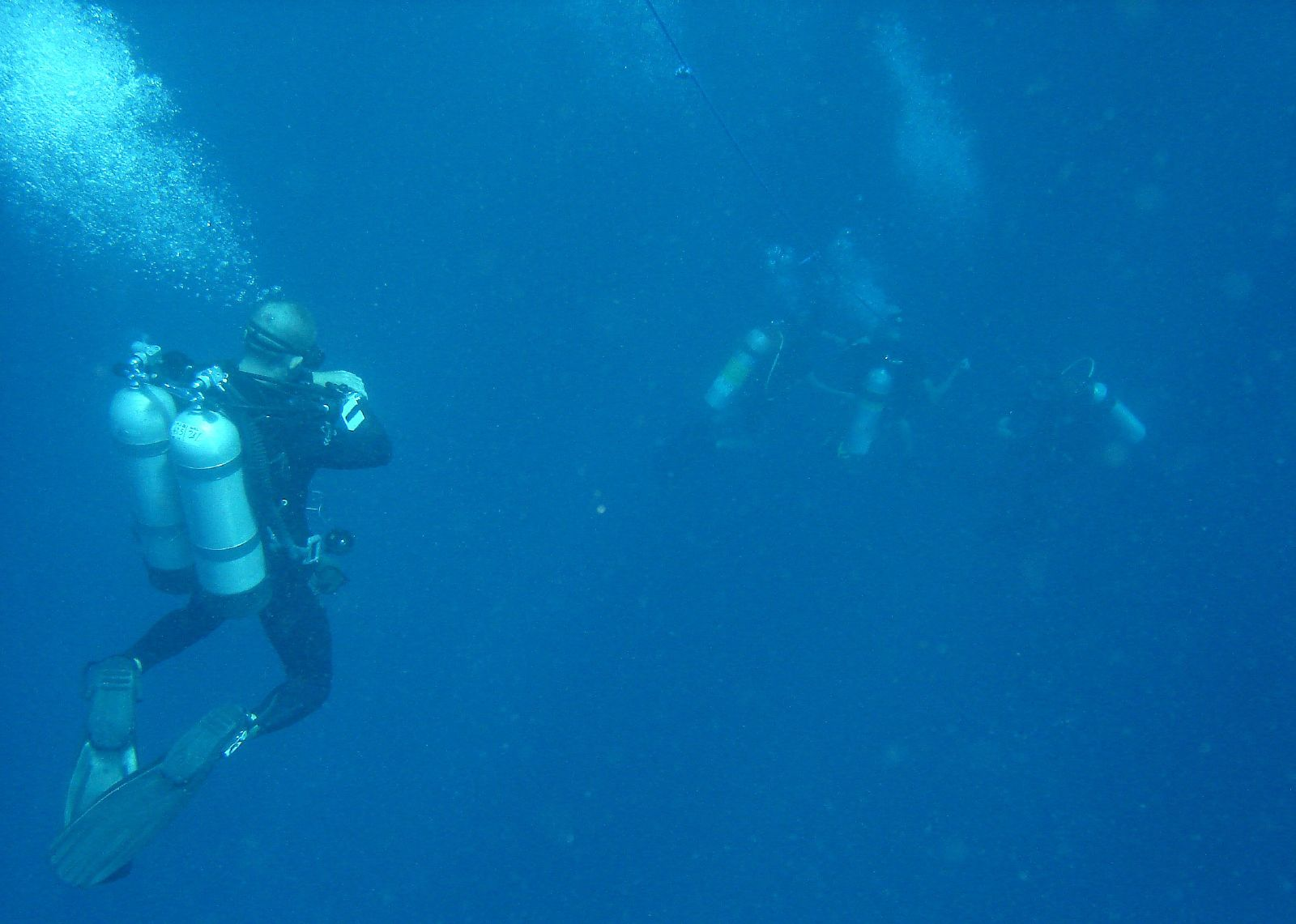
شناوری آزاد در توقف برداشت فشار.

غواص در پایان هر غوص طولانی یا عمیق ممکن است نیاز به انجام توقف برداشت فشار برای جلوگیری از بیماری تراکم زدائی داشته باشد. زیرا گازهای بی‌اثر در سوخت و ساز بدن در گازهای تنفسی غواص، مانند نیتروژن و هلیوم، به بافت‌های بدن  زمانی که تحت فشار بالا هستند در طول مرحله عمیق غواصی به هنگام استنشاق جذب بافت‌ها میگردند.
این گازهای حل شده را باید به آرامی از بافت‌های بدن و با "توقف" در اعماق مختلف در طی صعود به سطح آزاد نمود. در سال‌های اخیر،غواصان فنی به خطرهای تهدیدکننده با افزایش عمق پی برده‌اند و از توقف‌های برداشت فشار برای کاهش خطر تشکیل حباب قبل از صعود به سطح با استفاده از الگوهای علمی برداشت فشار مانند الگوی مدرج کاهنده حباب که از روش‌های سنتی جدولهای غواصی بسیار ایمن تر و کارآمدتراست بهره میبرند.
غواصان فنی مخلوط‌های گازی تنفسی مانند نایتروکس را در قسمت شروع و پایان غوص تنفس می‌کنند. برای جلوگیری از حالت بی حسی و خواب الودگی نیتروژن در حالی که در حداکثر عمق قرار دارند از تری میکس که در آن هلیم به جای نیتروژن در مخلوط تنفسی غواص گنجانده شده‌است استفاده می‌کنند و سپس در طی توقف رفع فشار در آب‌های بسیار کم عمق از اکسیژن استفاده می‌شود.

#### سقف فیزیکی
وجود فضای سرپوشیده و عدم امکان رسیدن مستقیم به سطح در فعالیت‌های زیر سقف فیزیکی به وجود می‌آورد:
- غواصی غار - نفوذ و غواصی درون غارها.
- غواصی عمیق - غواصی در عمق‌های بسیار زیاد.
- غواصی درآبهای یخ زده - غواصی در زیر سطوح یخ.
- غواصی درکشتیهای غرق شده - غواصی و نفوذ به درون بدنه کشتی‌های غرق شده.

### دید بسیار محدود
غواصی فنی ممکن است در آبهائی که در آن چشم انسان میدان دید مناسبی ندارد یا بر اثر شرایطی خاص، نور بسیار کم است انجام گردد. از همین رو نیاز به دانش و مهارت گسترده و به‌کارگیری آن در چنین محیطی که اغلب ترکیبی از دید کم و جریان زیاد آب باعث  دشواری‌های متعددی می‌شود بوده وازهمین رو غواصی فنی را فوق العاده مخاطره‌آمیز مینماید.
اگرچه گواهی نامه‌های تخصصی استاندارد شده‌ای برای غواصی در محیطهائی با دید بسیار محدود وجود ندارد اما برخی از مربیان خود دوره‌های آموزشی سفارشی خود را برای کمک به دیگران برای راحت‌تر کردن غواصی در چنین شرایطی ارائه نموده‌اند.
انجمن مربیان حرفه‌ای غواصی (PADI) اجازه می‌دهد تا مربیان آن نسبت به شرایط مورد نیازخود (مانند دید محدود) به پژوهش، تهیه راهکارها و ارائه طرح درس دوره‌های تخصصی متمایز نموده و آن دوره تخصصی را به عنوان "تخصص متمایز" به مراکز پژوهشی انجمن مربیان حرفه‌ای غواصی ارجاع داده تا پس از تأیید برای آموزش دادن آن تخصص به دانشجویان خود مجوز آموزشی کسب نمایند.

### مخلوط گازها

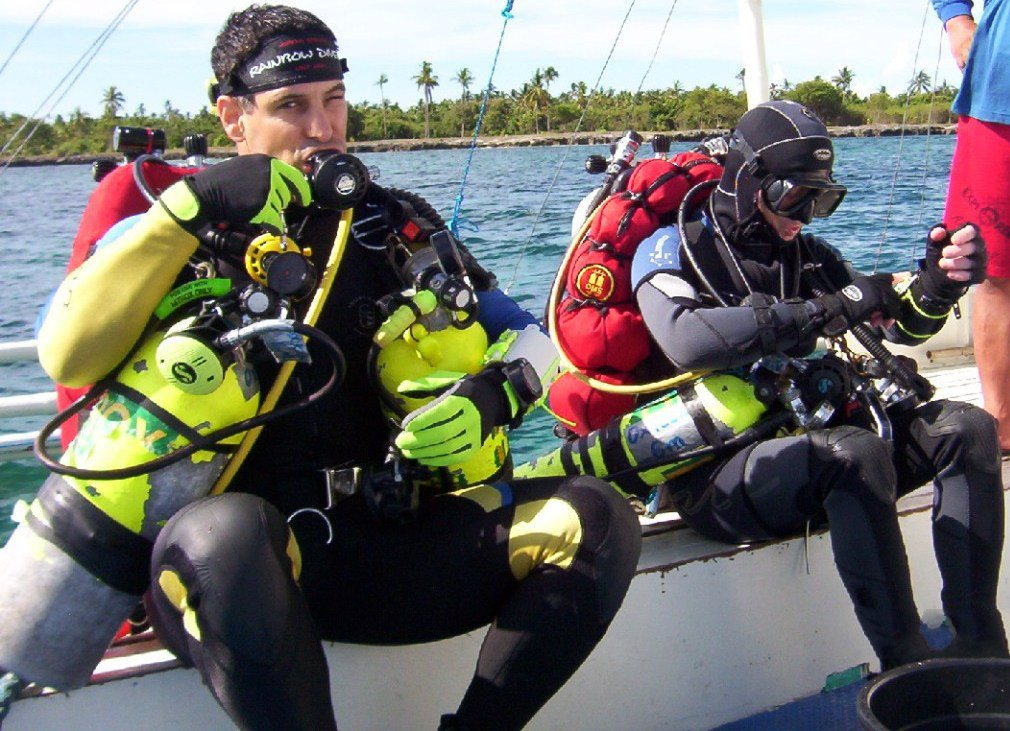
غواصان فنی برای انجام غواصی در فیلیپین آماده می‌شوند.

غواصی فنی ممکن است با استفاده از مخلوطی از گازهای تنفسی  به غیر از هوا مانند trimix، هلیوکس و هلی ایر. تنفس هوای معمولی (با ۲۱ درصد اکسیژن) در اعماق بیشتر از ۱۸۰ فوت (۵۵ متر) خطر مسمومیت با اکسیژن را دارا و مرگبار است. اولین نشانه مسمومیت اکسیژن معمولاً تشنج بدون هشدار است که معمولاً به مرگ می انجامد،البته گاهی اوقات غواص ممکن است علائمی هشدار دهنده قبل از تشنج حس کند که می‌تواند: توهم شنوایی و بصری، حالت تهوع، انقباض ناگهانی (به خصوص در صورت و دست‌ها)، تحریک‌پذیری و نوسانات خلق و خوی و سرگیجه باشد.
همچنین با افزایش فشار و عمق نیتروژن تبدیل به مخدر می‌شود و در نتیجه کاهش توانایی برای واکنش نشان دادن یا فکر کردن را به دنبال دارد. با اضافه کردن گاز هلیم به مخلوط تنفسی غواصان می‌توان این اثرات را کاهش داد زیرا هلیوم خواص مشابه را در عمق ندارد.
در این مخلوط گاز همچنین می‌توان میزان اکسیژن را به منظور کاهش خطر مسمومیت با اکسیژن کاهش داد. در این هنگام اکسیژن به زیر ۱۸ درصد کاهش می یابد که به نام ترکیب هیپوکسی شناخته شده‌است و می‌توان آن را به عنوان گاز تنفسی به‌طور امن استفاده کرد.
نایتروکس یکی دیگر از مخلوط گازی مشترک است، ولی به دلیل بالا بودن میزان اکسیژن در آن برای غواصی عمیق استفاده نمی‌شود. افزایش درصد اکسیژن در نایتروکس باعث بالا رفتن میزان جذب اکسیژن و کاهش جذب نیتروژن در بدن غواص میگردد. همچنین میزان کم درصد نیتروژن امکان انجام تعداد بیشتری غوص و غواصی‌های متعددی را نسبت به هوای تنفسی معمولی به وجود می‌آورد.
محدوده عمق نایتروکس بستگی به درصد اکسیژن استفاده شده در آن دارد و استفاده از نایتروکس نیاز به آموزش‌های بیشتر و دانش لازم به منظور استفاده بی‌خطر و درک اثرات این گازها بر روی بدن در غواصی دارد.

## تجهیزات

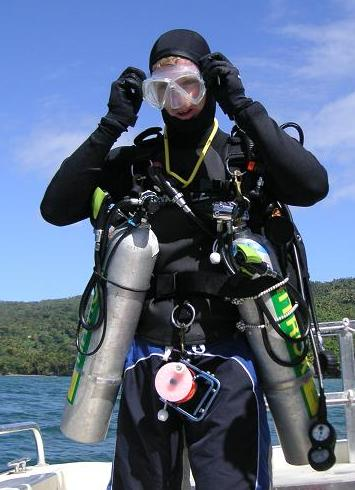
غواص فنی مجهز به سیلندرهای برداشت فشار.

غواصان فنی ممکن است از تجهیزات غواصی غیرمعمول استفاده کنند. به‌طور معمول، غواصی فنی طولانی‌تر از مدت متوسط غواصی تفریحی است.غواصان فنی معمولاً حامل حداقل دو تانک، هر کدام با رگولاتور جداگانه خود می‌باشند. امروزه غواصان با استفاده گسترده از دوباره تنفس گر‌ها که امکان حمل و نقل آسانتری نسبت به غواصی با تانک‌های متعدد دارد مدت زمان و کار آئی غواصی خود را افزایش می‌دهند.

## آموزش
غواصی فنی نیاز به تجهیزات و آموزش تخصصی دارد. بسیاری از سازمانهای آموزش غواصی فنی وجود دارد:
غواصی فنی بین‌المللی(TDI)
اکتشافات جهانی زیر آب (GUE)
انجمن بین‌المللی اسکوبای حرفه ای (PSAI)
انجمن بین‌المللی غواصان نایتروکس و فنی (IANTD)
انجمن ملی مربیان زیر آب (NAUI) که تا سال 2009 بسیار محبوب بود.
علوم و فناوری غواصی (DSAT)، که بازوی فنی انجمن مربیان حرفه‌ای غواصی (PADI) است و با مشارکت پزیدون برای نخستین بار استفاده از دوباره تنفس گرهای تفریحی را تا عمق 100 متر ترویج داده است.
مدرسه‌های غواصی بین‌الملل (SSI) به تازگی آغاز کرده‌است.
باشگاه زیر آبی بریتانیا(BSAC) که به تازگی شروع به معرفی سطوح مهارت‌های فنی در دوره‌های آموزشی خود نموده.